# Borne milliaire de Rochemaure
La borne milliaire de Rochemaure (ou de Privas) est une borne milliaire de France.

## Localisation
La borne se trouve dans la commune de Rochemaure. Désormais abritée dans la chapelle Notre-Dame-des-Anges, elle était placée à la Croix de la Lauze dont un chemin de Rochemaure perpétue le nom, sur la voie romaine dite d'Antonin-le-Pieux (reliant Nîmes à Valence en passant par Alba-la-Romaine).

## Historique
Au XVIIIe siècle, ayant dévalé la pente de la colline où elle siégeait, elle fut sauvegardée par un amateur d'art antique, le marquis de Joviac dont le domaine était voisin (son château existe toujours). Tombée dans l'oubli, elle fut récupérée au XIXe siècle par un préfet qui l'installa dans le jardin de la préfecture de Privas d'où elle gagna la cour du lycée de la même ville. Depuis 1999 elle a retrouvé sa commune d'origine, conservée dans la chapelle Notre-Dame-des-Anges. Une copie a été installée devant la mairie.
Cette borne est classée au titre des monuments historiques depuis 1903.